# Irish coffee
Irish coffee (ou café irlandês) é uma bebida a base de café, uísque irlandês, açúcar e chantilly.

## História
A bebida foi inventada no porto de Foynes por seu chef Joseph Sheridan na década de 1940 (Foynes foi o precursor do aeroporto de Shannon no oeste da Irlanda). A bebida servia para aquecer os passageiros dos flying boats que chegavam da América do Norte pelo Atlântico.
Segundo a lenda, sua criação se deu em um dia no qual um voo partindo de Foynes teve que voltar devido às péssimas condições climáticas, e o restaurante foi avisado para ter comidas e bebidas prontas para o retorno. Sheridan tinha café pronto e resolveu adicionar algo para estimular os passageiros – uma quantidade pequena de uísque. Um passageiro estadunidense perguntou "Isto é café brasileiro?" ao qual Joe respondeu, "Não, é café irlandês!"

## Variações
Desde então, diferentes versões da bebida surgiram, como o kentucky coffee que substitui o uísque irlandês por uísque bourbon. Outra variação comum consiste em adicionar Baileys ao invés do uísque.

## Preparação

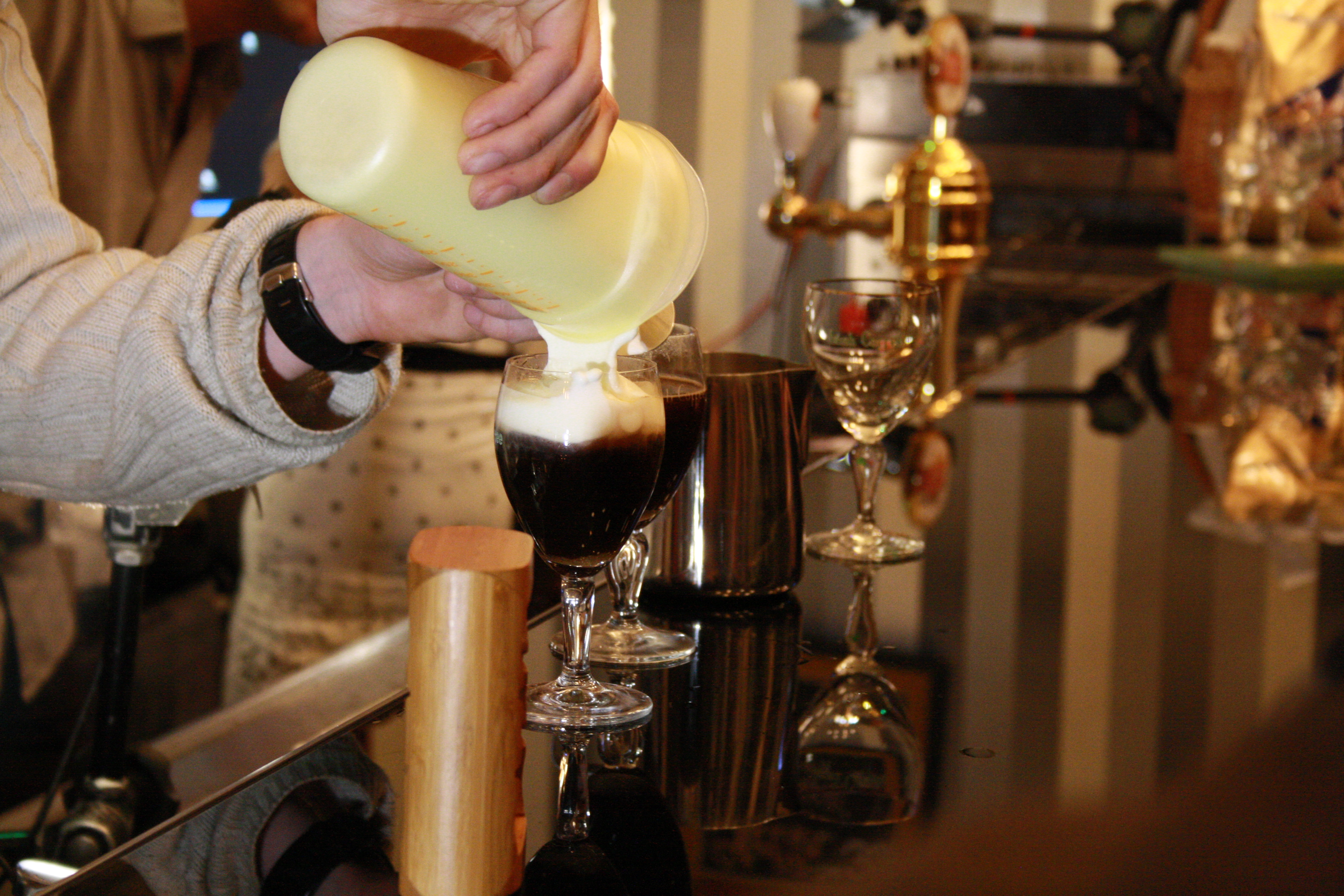
Preparo de um irish coffee

- O café deve ser preparado normalmente, de preferência usando-se uma prensa francesa (french press ou cafetière);
- O uísque (ou Drambuie usado na Irlanda) e o açúcar são adicionados e misturados com o café. O açúcar ajuda a evitar que o creme se misture às bases, quando utilizado no lugar do chantilly;
- Um pouco de chantilly é colocado por cima — usa-se a parte posterior de uma colher para evitar a mistura quando substituído por creme com consistência mais líquida.

O chantilly (ou o creme) deve permanecer como uma fase distinta do corpo da bebida, com uma aparência semelhante ao de uma cerveja Guinness.